# Tipulodina simillima
Tipulodina simillima är en tvåvingeart som först beskrevs av Enrico Adelelmo Brunetti 1918.  Tipulodina simillima ingår i släktet Tipulodina och familjen storharkrankar. Inga underarter finns listade i Catalogue of Life.